# Si*Sé
Si*Sé ist eine amerikanische Downbeat/Trip-Hop-Band aus New York City. Die Band wurde 2000 von der Sängerin Carol C und dem DJ U.F. Low (Cliff Cristofaro) gegründet und später um mehrere Mitglieder ergänzt. Neben den Gründungsmitgliedern wirken heute Tarrah Reynolds (Violine), Jeannie Oliver (Viola), Neil Ochoa (Percussion), Ryan Farley (Schlagzeug) und Morgan Phillips (Bass) in der Band mit.

## Geschichte
Carol C und Cliff Cristofaro lernten sich Anfang 2000 über ihren gemeinsamen Freund und späteren Manager Hector Batista kennen. Nachdem sie einige Monate lang musikalisch experimentiert und ein Demotape aufgenommen hatten, beschlossen sie, die Elektro-Sounds durch reale Instrumente zu ergänzen und zusammen mit befreundeten Musikern eine Band zu gründen. Nachdem sie zunächst in diversen New Yorker Clubs spielten, wurden Luaka Bop Records auf Si*Sé aufmerksam, worauf dort 2001 ihr erstes Album Si*Sé veröffentlicht wurde. Nach einer längeren Pause erschien dann 2005 nach einem Wechsel zu Fuerte Records ihr zweites Album More Shine.

## Stil
Der Sound von Si*Sé lässt sich als Downbeat-Elektro mit Anleihen aus Hip-Hop und Latin beschreiben, dessen tragendes Element die Stimme von Sängerin Carol C, die sowohl auf Englisch als auch auf Spanisch singt, ist.

## Trivia
- Der Song Steppin' Out wurde im Videospiel Kelly Slater’s Pro Surfer verwendet.
- Weitere Songs waren unter anderem in den Serien Sex and the City und Six Feet Under zu hören.

## Diskografie
- 2001: Si*Sé
- 2005: More Shine